# 西江辰郎
西江 辰郎（にしえ たつお、1976年9月12日 - ）は、日本のヴァイオリニスト。所属事務所は株式会社コンサートサービス（コンサートイマジン）。

## 略歴
東京都出身。桐朋女子高等学校音楽科（共学）を経て、桐朋学園大学ソリストディプロマコース修了。スイスへ留学し歴史的大ヴァイオリニスト、Tibor Vargaに師事。スイス各地、フランスなどで多数の音楽祭、フェスティバルに出演。2001年から仙台フィルハーモニー管弦楽団のコンサートマスターを勤め、2005年より新日本フィルハーモニー交響楽団のコンサートマスターに就任。東京フィロスクヮルテット、セレーノ弦楽四重奏団を結成。緑の風音楽賞、せんだい芸術祭大賞、松尾音楽助成、SPC大賞受賞。新しいCD「フランク&プロコフィエフ」は朝日新聞紙上で推薦版として取り上げられている。

## 師事歴
辰巳明子、ティボール・ヴァルガ、景山誠治、藤原浜雄、海野義雄、室内楽を安永徹、市野あゆみ、岡山潔、ガボール・タカーチ=ナジに師事。
ヴィクトル・ピカイゼン、ゾーリャ・シフムルザーエヴァ、ミシェル・シュヴァルベ、ザハール・ブロン、チョーリャン・リン、クリストフ・ポッペン、ジェラール・プーレ等の指導も受ける。

## 共演
東京交響楽団(新田ユリ）、オーケストラ・T・ヴァルガ、（Tibor Varga)、仙台フィルハーモニー管弦楽団（外山雄三、梅田俊明、広上淳一、榊原栄、ギュンター・ピヒラー）、仙台市民交響楽団（山田和樹）、オーケストラ・アンサンブル金沢（外山雄三）、チェコ室内フィルハーモニー管弦楽団（D.ボストーク）、新日本フィルハーモニー交響楽団（広上淳一、クリスティアン・アルミンク、佐渡裕）、アーラウ交響楽団（ダグラス・ボストーク）等、国内外のオーケストラと共演。
2007年10月には「M・マイスキー60歳記念プロジェクト」でチェロのミッシャ・マイスキー、娘のリリー・マイスキーと共にピアノトリオで共演。
室内楽ではジュゼッペ・アンダローロ、坂野伊都子、岡田将、安永徹、市野あゆみらとも共演している。
2006年イタリアにてアンダローロとリサイタルツアーを行い、クオッツォより「無伴奏ヴァイオリンソナタ」を献呈される。
友人であるイタリアの作曲家アレッサンドロ・クオッツォの作品の世界初演（ヴァイオリンソナタ、ピアノトリオ、弦楽四重奏曲第3番）なども行い、多くの室内楽、ソロ、オーケストラと現在もっとも活躍しているヴァイオリニストの一人である。

## ディスコグラフィー
- 「サン=サーンス：幻想曲　ルニエ：スケルツォ・ファンタジー　ピアソラ：タンゴの歴史　他　西江辰郎＆津野田圭　OVCL-00669
- 「ベートーヴェン「春」 エネスコ：幼き頃の印象 レスピーギ：ヴァイオリン・ソナタ 他　西江辰郎＆アンダローロ FOCD9677/8
- 「ベートーヴェン：「クロイツェル」メシアン：主題と変奏 サン＝サーンス：サムソンとダリラより”春は目覚めて”　西江辰郎＆アンダローロ  FOCD9705
- 「ATMAN」西江辰郎＆岡田将 FOCD3512
- 「シューマン＆R.シュトラウス」西江辰郎＆坂野伊都子 FOCD3511
- 「カプースチン」西江辰郎＆アンダローロ FOCD3510
- 「フランク&プロコフィエフ」 西江辰郎＆アンダローロ FOCD9337
- 「西江辰郎＆アンダローロ デュオリサイタル」 FOCD9236
- 「ARENSKY」 HCC-2027
- 「三善晃の音楽IV」 弦の星たち(ヴァイオリン・ソロ 西江辰郎）
- 「MUSIC FUTURE　Ⅲ」（ガブリエル・プロコフィエフ　弦楽四重奏曲第2番他）OVCL-00685
- 「MUSIC FUTURE 2015」久石譲 室内交響曲（2015）（６弦エレクトリック・ヴァイオリン ソロ 西江辰郎）OVCL-00620
- 専門医と音楽家が選ぶ睡眠クラシックシリーズ「スッキリした目覚め　起床クラシック」(選曲　西江辰郎）KICC 1460

## 出演・テレビ・レコーディング
- NHK音楽祭　シンフォニック・ゲーマーズ 3 コンサートマスター 2018年12月8日
- 映画「たたら侍」『天音』テーマ曲　EXILE ATSUSHI & 久石 譲　 6弦エレクトリック・ヴァイオリン独奏　西江辰郎
- 「題名のない音楽会」ジャンルを超えた音楽家たち ゲスト：上原ひろみ、西江辰郎 2016年9月18日
- 「カインとアベル」 第一話
- 芸能人格付けチェックお正月スペシャル 2008年1月1日
- 「ゲツヨル！華麗クラシック音楽熱狂の理由 2007年6月11日